# Gerardo Herrero
Gerardo Herrero (Madrid, 28 de febrero de 1953) es un director de cine, guionista y productor cinematográfico español. Impulsor de establecer puentes con Latinoamérica y fomentar las coproducciones, es fundador de la productora Tornasol. Ha participado en casi 180 películas como productor, coproductor o director, que han logrado 34 premios Goya, la Palma de Oro del Festival de Cannes por El viento que agita la cebada, de Ken Loach, y el Óscar por El secreto de sus ojos, de Juan José Campanella.

## Biografía
Licenciado en Derecho por la Universidad Complutense de Madrid. Fundó, junto con Javier López Blanco, la productora Tornasol Films en 1987; desde entonces, ha financiado varios documentales para TVE además de 50 largometrajes de ficción.
Su primera obra producida fue La boca del lobo de Francisco J. Lombardi. El primer éxito de crítica y pública lo obtuvo con Guantanamera (1995), de Tomás Gutiérrez Alea y Juan Carlos Tabío, una comedia rodada en Cuba sobre una familia que debe recorrer toda la isla para enterrar en su ciudad natal a su recién difunta tía. Su debut como director fue Malena es un nombre de tango (1996), basada en una novela de Almudena Grandes. En 1997 rodó Territorio comanche, una cruda historia de tres corresponsales de guerra en Sarajevo que arriesgan sus vidas entre los horrores del conflicto de Bosnia, basada en la novela homónima de Arturo Pérez-Reverte. También basada en una novela, esta vez La conquista del aire de Belén Gopegui, dirigió en 2000 la película Las razones de mis amigos.
En mayo de 2014 empieza el rodaje de La playa de los ahogados, película basada en el best seller homónimo de Domingo Villar. El casting se compone de Carmelo Gómez, Antonio Garrido, Carlos Blanco, Marta Larralde y Celia Freijeiro, entre otros.
Herrero aboga por la colaboración cinematográfica entre España e Iberoamérica, como escribió en 2001: «Los cineastas del entorno hispanohablante debiéramos pensar que no sólo realizamos películas para nuestro país de origen. Dado que tenemos la suerte de hablar una lengua común, hemos de diseñar proyectos que se puedan elaborar en colaboración, de forma que puedan sobrepasar las fronteras nacionales».
Fruto de esta colaboración son obras como Martín (Hache) (1997), de Adolfo Aristarain; El coronel no tiene quien le escriba (1999), de Arturo Ripstein; Plata quemada (2000), de Marcelo Piñeyro; El hijo de la novia (2001), de Juan José Campanella. Con capital hispano-argentino Herrero ha dirigido Frontera sur (1998), El lugar donde estuvo el paraíso (2001), basada en la novela homónima del chileno Carlos Franz, o Lugares comunes (2002) de Adolfo Aristarain.
En 1994 presidió la Academia de las Artes y las Ciencias Cinematográficas de España; es miembro fundador de la Escuela de Cine de la Comunidad de Madrid y promotor del Programa Ibermedia, un fondo para el desarrollo de la industria audiovisual iberoamericana. Entre 1997 y 1999, fue presidente de la Federación de Asociación de Productores Audiovisuales Españoles y hasta el año 2001, secretario general de la Federación Iberoamericana de Productores Cinematográficos y Audiovisuales.
Se posiciona claramente a favor de la Ley de Economía Sostenible, uno de cuyos apartados particulares es conocido como «Ley Sinde», expresando su opinión al periódico ABC sobre que los internautas opinen sobre la libertad en Internet y debatan la Ley Sinde: «Álex ha perdido la cabeza con el Twitter. Le ha venido un síndrome de Estocolmo con los internautas. Es como si el Ministerio de Sanidad negociara con los traficantes de cocaína cómo se hace una ley y si la coca debe ser de mejor calidad y se habla del tema con la gente que tiene problemas con ella».

## Filmografía

### Como director
- 1987 • Al acecho
- 1994 • Desvío al paraíso
- 1995 • Malena es un nombre de tango
- 1997 • Territorio comanche
- 1998 • Frontera Sur
- 1999 • América mía
- 2000 • Las razones de mis amigos
- 2001 • El lugar donde estuvo el paraíso
- 2003 • El misterio Galíndez
- 2004 • El principio de Arquímedes
- 2005 • Heroína
- 2005 • Los aires difíciles
- 2007 • Una mujer invisible
- 2008 • Que parezca un accidente
- 2009 • El corredor nocturno
- 2012 • Silencio en la nieve
- 2013 • Crimen con vista al mar
- 2015 • La playa de los ahogados
- 2017 • Las siete muertes
- 2019 • El asesino de los caprichos
- 2023 • Bajo terapia
- 2024 • Raqa

### Como director y productor
- 1994 • Desvío al paraíso
- 1995 • Malena es un nombre de tango
- 2000 • Las razones de mis amigos
- 2003 • El misterio Galíndez/The Galindez File
- 2005 • Heroína
- 2005 • Los aires difíciles

### Como productor
- 1987 • Rumbo norte, de José Miguel Ganga
- 1987 • Mientras haya luz, de Felipe Vega
- 1988 • La boca del lobo, de Francisco J. Lombardi
- 1990 • Caídos del cielo, de Francisco J. Lombardi
- 1992 • Un paraguas para tres, de Felipe Vega
- 1992 • Le journal de Lady M, de Alain Tanner
- 1994 • Guantanamera, de Tomás Gutiérrez Alea
- 1996 • Éxtasis, de Mariano Barroso
- 1996 • Bajo la piel, de Francisco J. Lombardi
- 1997 • Cosas que dejé en La Habana, de Manuel Gutiérrez Aragón
- 1997 • Martín (Hache), de Adolfo Aristarain
- 1997 • Mensaka, de Salvador García Ruiz
- 1998 • El pianista, de Mario Gas
- 1999 • El corazón del guerrero, de Daniel Monzón
- 2000 • Nueces para el amor, de Alberto Lecchi
- 2000 • El otro barrio, de Salvador García Ruiz
- 2000 • Lista de espera, de Juan Carlos Tabío
- 2000 • Sé quién eres, de Patricia Ferreira
- 2000 • Krámpack, de Cesc Gay
- 2000 • Tinta roja, de Francisco J. Lombardi
- 2000 • Kasbah, de Mariano Barroso
- 2000 • Le harem de Mme Osmane, de Nadir Moknèche
- 2001 • El hijo de la novia, de Juan José Campanella
- 2001 • Sin vergüenza, de Joaquín Oristrell
- 2001 • Hombres felices, de Roberto Santiago
- 2001 • L'amore imperfetto, de Giovanni Davide Maderna
- 2002 • Lugares comunes, de Adolfo Aristarain
- 2002 • El último tren, de Diego Arsuaga
- 2002 • Rosa la china, de Valeria Sarmiento
- 2002 • Aunque estés lejos, de Juan Carlos Tabío
- 2003 • La vida mancha, de Enrique Urbizu
- 2003 • En la ciudad, de Cesc Gay
- 2004 • Luna de Avellaneda, de Juan José Campanella
- 2004 • La vida que te espera, de Manuel Gutiérrez Aragón
- 2004 • Nubes de verano, de Felipe Vega
- 2004 • Machuca, de Andrés Wood
- 2004 • Seres queridos, de Dominic Harari
- 2004 • Inconscientes, de Joaquín Oristrell
- 2004 • Perder es cuestión de método, de Sergio Cabrera
- 2005 • El penalti más largo del mundo, de Roberto Santiago
- 2005 • Hormigas en la boca, de Mariano Barroso
- 2006 • Días azules, de Miguel Santesmases
- 2008 • Los crímenes de Oxford, de Álex de la Iglesia
- 2009 • El secreto de sus ojos, de Juan José Campanella
- 2009 • Las viudas de los jueves, de Marcelo Piñeyro
- 2012 • Todos tenemos un plan, de Ana Piterbarg
- 2016 • Que Dios nos perdone, de Rodrigo Sorogoyen

| Predecesor: Fernando Rey | Presidente de la Academia de las Artes y las Ciencias Cinematográficas de España 1994 – 1994 | Sucesor: José Luis Borau |

## Premios
Festival Internacional de Cine de Huesca
| Año  | Premio                  | Resultado |
| ---- | ----------------------- | --------- |
| 1996 | Premio Ciudad de Huesca | Ganador   |

Premios Sant Jordi
| Año  | Premio                | Resultado |
| ---- | --------------------- | --------- |
| 2023 | Premio a la industria | Ganador   |